# Ткачук, Юрий Юрьевич
Ю́рий Ю́рьевич Ткачу́к (укр. Юрій Юрійович Ткачук; род. 18 апреля 1995, Кельменцы, Черновицкая область) — украинский футболист, полузащитник польского клуба «Варта».

## Клубная карьера
Свои первые футбольные шаги Юрий делал в родных Кельменцах и ильичевском «Монолите», где его и приметил «Металлист». Игрок стал выступать за юношеско-молодёжные команды «Металлиста», где в общей сложности провел 98 матчей, забил 12 голов.
В сезоне 2013/14 Юрий часто попадал в заявку клуба на матчи Премьер-лиги, однако его дебют состоялся лишь 7 мая 2014 года в игре с «Севастополем». В еврокубках Юрий впервые появился на поле 27 ноября того же года, отыграв все 90 минут в матче Лиги Европы против турецкого «Трабзонспора».
В марте 2016 года стал игроком испанского клуба «Атлетико Мадрид», где выступал за резервную команду в Сегунде Б; также на правах аренды играл в клубе «Мелилья».
1 июля 2017 года стало известно, что Юрий подписал контракт с львовскими «Карпатами», однако в последний день трансферного окна (31 августа) был отдан в аренду в клуб первой украинской лиги «Рух» (Винники).
В феврале 2018 года перешел на правах аренды в эстонскую «Левадию». Дебютировал 23 числа того же месяца в матче за Суперкубок страны против команды «Флора» (2:2, п. 4:3). В конце декабря того же года эстонский клуб выкупил контракт Юрия.
Весной 2020 года по обоюдному согласию сторон покинул команду. За два сезона в команде Юрий сыграл 73 официальных матча, в которых забил 5 голов и сделал 11 результативных передач.
В конце февраля 2021 года подписал контракт с латвийским клубом: «Вентспилс», однако в июне команда (из-за дисквалификации УЕФА) отказалась продолжать выступления и Юрий перешел в состав клуба «Лиепая».

## Карьера в сборной
Юрий выступал за юношеские сборные своей страны. Принимал участие на юношеском чемпионате Европы 2014 и чемпионате Мира 2015. В течение 2014—2015 годов играл за молодежную сборную Украины.

## Достижения
«Левадия»
- Вице-чемпион Эстонии (2): 2018, 2019
- Обладатель Кубка Эстонии: 2017/18
- Обладатель Суперкубка Эстонии: 2018
- Финалист Суперкубка Эстонии: 2019

«Лиепая»
- Финалист Кубка Латвии: 2021
- Бронзовый призёр чемпионата Латвии: 2021

## Клубная статистика
| Выступление       | Выступление      | Выступление      | Чемпионат | Чемпионат | Кубок Суперкубок | Кубок Суперкубок | Еврокубки | Еврокубки | Итого | Итого |
| Клуб              | Лига             | Сезон            | Игры      | Голы      | Игры             | Голы             | Игры      | Голы      | Игры  | Голы  |
| ----------------- | ---------------- | ---------------- | --------- | --------- | ---------------- | ---------------- | --------- | --------- | ----- | ----- |
| Металлист         | УПЛ              | 2013/14          | 1         | 0         | 0                | 0                | 0         | 0         | 1     | 0     |
| Металлист         | УПЛ              | 2014/15          | 3         | 0         | 3                | 0                | 2         | 0         | 8     | 0     |
| Металлист         | УПЛ              | 2015/16          | 3         | 0         | 0                | 0                | —         | —         | 3     | 0     |
| Металлист         | Итого            | Итого            | 7         | 0         | 3                | 0                | 2         | 0         | 12    | 0     |
| Атлетико Мадрид B | Сегунда Б        | 2015/16          | 6         | 0         | —                | —                | —         | —         | 6     | 0     |
| Атлетико Мадрид B | Итого            | Итого            | 6         | 0         | —                | —                | —         | —         | 6     | 0     |
| Мелилья           | Сегунда Б        | 2016/17          | 14        | 0         | 0                | 0                | —         | —         | 14    | 0     |
| Мелилья           | Итого            | Итого            | 14        | 0         | 0                | 0                | —         | —         | 14    | 0     |
| Карпаты           | УПЛ              | 2017/18          | 2         | 0         | 0                | 0                | —         | —         | 2     | 0     |
| Карпаты           | Итого            | Итого            | 2         | 0         | 0                | 0                | —         | —         | 2     | 0     |
| Рух               | ПФЛ              | 2017/18          | 11        | 0         | 0                | 0                | —         | —         | 11    | 0     |
| Рух               | Итого            | Итого            | 11        | 0         | 0                | 0                | —         | —         | 11    | 0     |
| Левадия           | Премиум          | 2018             | 31        | 2         | 7                | 2                | 2         | 0         | 40    | 4     |
| Левадия           | Премиум          | 2019             | 28        | 1         | 3                | 0                | 0         | 0         | 31    | 1     |
| Левадия           | Премиум          | 2020             | 1         | 0         | 1                | 0                | 0         | 0         | 2     | 0     |
| Левадия           | Итого            | Итого            | 60        | 3         | 11               | 2                | 2         | 0         | 73    | 5     |
| Вентспилс         | Высшая           | 2021             | 11        | 0         | 0                | 0                | —         | —         | 11    | 0     |
| Вентспилс         | Итого            | Итого            | 11        | 0         | 0                | 0                | —         | —         | 11    | 0     |
| Лиепая            | Высшая           | 2021             | 12        | 0         | 3                | 0                | 4         | 0         | 19    | 0     |
| Лиепая            | Высшая           | 2022             | 14        | 0         | 0                | 0                | 0         | 0         | 14    | 0     |
| Лиепая            | Итого            | Итого            | 26        | 0         | 3                | 0                | 4         | 0         | 33    | 0     |
| Всего за карьеру  | Всего за карьеру | Всего за карьеру | 137       | 3         | 17               | 2                | 8         | 0         | 162   | 5     |